# Bondsregering (Duitsland)
De Duitse bondsregering (Duits: Die Bundesregierung) is de regering van Duitsland, die wordt gevormd door de bondskanselier en de bondsministers. Samen worden zij ook wel het kabinet genoemd (Duits: das Kabinett). Vaak let men in het Duits erop om Bundesregierung te zeggen (en niet gewoon Regierung), omdat er ook regeringen van de deelstaten (Landesregierungen) zijn.

## Bevoegdheden
De opgaven en bevoegdheden van de bondsregering worden geregeld door de artikelen 62 tot 69 van de Duitse grondwet (GG). De bondskanselier is het enige regeringslid dat door het parlement, de Bondsdag, gekozen wordt. De gekozen bondskanselier bepaalt dan wie bondsminister wordt.
De kanselier kan in theorie vrij bepalen welke ministers en ministeries er zijn; een ministerie moet wel zijn plek in de bondsbegroting hebben, en die begroting moet de toestemming van de Bondsdag hebben. Hij moet een bondsminister van financiën en een van defensie aanstellen, omdat de grondwet die vermeldt. Voor buitengewone uitgaven is de toestemming van de bondsminister van financiën nodig; de bondsminister van defensie is de opperbevelhebber in vredestijd.
Verder benoemt de bondskanselier volgens de grondwet een plaatsvervanger (de onofficiële, maar bekendere term is Vizekanzler). Dit is gewoon een van de bondsministers, die dan in geval van afwezigheid van de bondskanselier de kabinetszittingen leidt. Als ook de plaatsvervanger afwezig is dan heeft de bondsminister met de meeste dienstjaren deze functie, en zo nodig telt ook de leeftijd. Mocht de bondskanselier zijn ambt niet meer kunnen waarnemen (bijvoorbeeld vanwege dood), dan is de plaatsvervanger niet automatisch de bondskanselier. De bondspresident vraagt in zo een geval aan een van de bondsministers om de zaken waar te nemen tot een nieuwe bondskanselier is gekozen, en normaliter vraagt de bondspresident wel de plaatsvervanger.
In de politieke praktijk is de bondskanselier weinig vrij in de samenstelling van zijn kabinet. Een groot aandeel van de ministeries gaat aan coalitiepartners, en ook bij de ministers voor zijn eigen partij moet de bondskanselier rekening houden met de verschillende vleugels en ook voor een regionaal evenwicht zorgen.

## Staatssecretarissen
De ministers worden bijgestaan door parlementaire staatssecretarissen en ambtenaren-staatssecretarissen. De parlementaire staatssecretaris kan gezien worden als een soort viceminister. Hij moet (met uitzondering van die van de kanselier) deel uitmaken van de bondsdag, en assisteert of vervangt zijn minister bij de dagelijkse uitvoering van zijn taken. Meestal specialiseert hij zich op een deelgebied van het ministeriële ressort. Hij is geen ambtenaar, en zijn statuut is in ruime mate gelijkgesteld met dat van een minister.
De ambtenaar-staatssecretaris, in het Duits "Politischer Staatssekretär", is wel degelijk ambtenaar, en als dusdanig is zijn ambtstijd theoretisch niet aan die van de regering gekoppeld. Daar hij echter duidelijk met een bepaalde minister en partij verbonden is wordt hij bij een regeringswissel meestal vervroegd gepensioneerd. Hij vertegenwoordigt de minister in het ministerie, en instrueert de andere ambtenaren en medewerkers in het ministerie. Men zou kunnen zeggen dat de parlementaire staatssecretaris mee politiek maakt, en dat de ambtenaar-staatssecretaris de politiek uitvoert.

## Besluitvorming

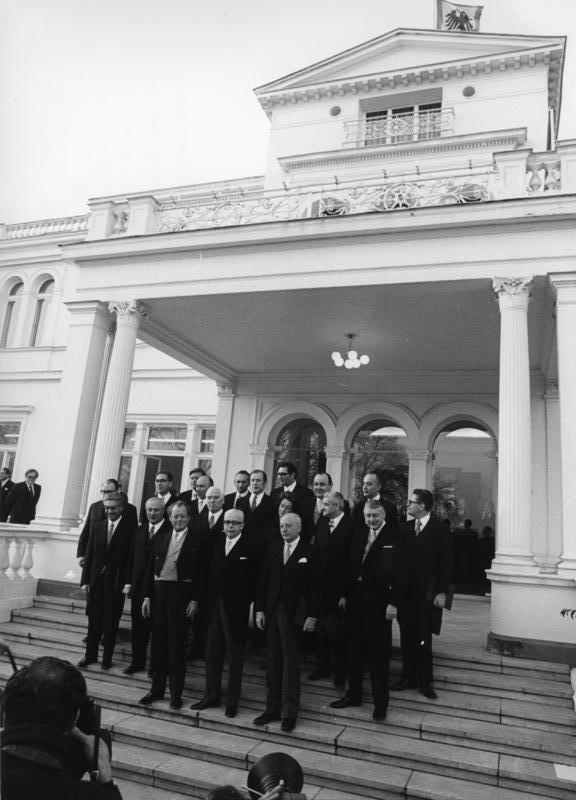
Het tweede kabinet van Willy Brandt in 1972

De staatsrechtelijke literatuur noemt drie principes bij de besluitvorming van de bondsregering:
- Ministerprincipe: Iedere minister kan over zaken beslissen die met zijn eigen ministerie te maken hebben.
- Kollegiaalprincipe: Over zaken die meerdere ministeries betreffen beslist het kabinet.
- Kanseliersprincipe: Volgens art. 65 van de grondwet heeft de bondskanselier de Richtlinienkompetenz. Over zaken die hij zeer belangrijk vindt kan hij alleen beslissen.

In de praktijk gebruikt de kanselier zijn recht om de hoofdlijnen te bepalen nauwelijks, omdat het tot grote ontevredenheid van het kabinet zou leiden. Toch is de positie van de kanselier sterker dan die van regeringsleiders in veel andere landen.

## Huidige bondsregering
De huidige regering-Merz is sinds 6 mei 2025 in functie en bestaat uit een zogenaamde Grote coalitie van de christendemocratische CDU/CSU en de sociaaldemocratische SPD. Deze regering is als volgt samengesteld:
| Ambt (Duitse benaming) | Minister             | Partij        |
| --- | -------------------- | ------------- |
| Bondskanselier (Bundeskanzler)                                                                                               | Friedrich Merz       | CDU           |
| Vicekanselier en minister van Financiën (Stellvertreter der Bundeskanzler, Finanzen)                                         | Lars Klingbeil       | SPD           |
| Minister van Binnenlandse Zaken (Inneres)                                                                                    | Alexander Dobrindt   | CSU           |
| Minister van Buitenlandse Zaken (Auswärtiges)                                                                                | Johann Wadephul      | CDU           |
| Minister van Defensie (Verteidigung)                                                                                         | Boris Pistorius      | SPD           |
| Minister van Economie en Energie (Wirtschaft und Energie)                                                                    | Katherina Reiche     | CDU           |
| Minister van Onderzoek, Technologie en Ruimtevaart (Forschung, Technologie und Raumfahrt)                                    | Dorothee Bär         | CSU           |
| Minister van Justitie en Consumentenbescherming (Justiz und Verbraucherschutz)                                               | Stefanie Hubig       | SPD           |
| Minister van Onderwijs, Gezin, Senioren, Vrouwenzaken en Jeugd (Bildung, Familie, Senioren, Frauen und Jugend)               | Karin Prien          | CDU           |
| Minister van Arbeid en Sociale Zaken (Arbeit und Soziales)                                                                   | Bärbel Bas           | SPD           |
| Minister voor Digitalisering en Staatsmodernisering (Digitales und Staatsmodernisierung)                                     | Karsten Wildberger   | Onafhankelijk |
| Minister van Verkeer (Verkehr)                                                                                               | Patrick Schnieder    | CDU           |
| Minister van Milieu, Klimaat, Natuurbescherming en Kernveiligheid (Umwelt, Klimaschutz, Naturschutz und nukleare Sicherheit) | Carsten Schneider    | SPD           |
| Minister van Volksgezondheid (Gesundheit)                                                                                    | Nina Warken          | CDU           |
| Minister van Landbouw en Voedsel (Landwirtschaft, Ernährung und Heimat)                                                      | Alois Rainer         | CSU           |
| Minister van Economische Betrekkingen en Ontwikkelingshulp (Wirtschaftliche Zusammenarbeit und Entwicklung)                  | Reem Alabali-Radovan | SPD           |
| Bondsminister van Huisvesting, Stedelijke Ontwikkeling en Woningbouw (Wohnen, Stadtentwicklung und Bauwesen)                 | Verena Hubertz       | SPD           |
| Minister van Bijzondere Zaken en Hoofd van het Bundeskanzleramt (besondere Aufgaben und Chef des Bundeskanzleramtes)         | Thorsten Frei        | CDU           |

## Voormalige regeringen
In dit overzicht zijn de (voormalige) kabinetten weergegeven die Duitsland sinds 1949 hebben geregeerd. Tot 3 oktober 1990 betroffen dit de regeringen van West-Duitsland.
| Regering     | Regeerperiode                       | Partijen                        | Verkiezings- periode | Opmerkingen                                        |
| ------------ | ----------------------------------- | ------------------------------- | -------------------- | -------------------------------------------------- |
| Adenauer I   | 20 september 1949 – 20 oktober 1953 | CDU, CSU, FDP, DP               | 1                    |                                                    |
| Adenauer II  | 20 oktober 1953 – 29 oktober 1957   | CDU, CSU, FDP/FVP, DP, BHE      | 2                    |                                                    |
| Adenauer III | 29 oktober 1957 – 14 november 1961  | CDU, CSU, DP                    | 3                    |                                                    |
| Adenauer IV  | 14 november 1961 – 13 december 1962 | CDU, CSU, FDP                   | 4                    |                                                    |
| Adenauer V   | 13 december 1962 – 17 oktober 1963  | CDU, CSU, FDP                   | 4                    |                                                    |
| Erhard I     | 17 oktober 1963 – 26 oktober 1965   | CDU, CSU, FDP                   | 4                    |                                                    |
| Erhard II    | 26 oktober 1965 – 30 november 1966  | CDU, CSU, FDP                   | 5                    |                                                    |
| Kiesinger    | 1 december 1966 – 22 oktober 1969   | CDU, CSU, SPD                   | 5                    |                                                    |
| Brandt I     | 22 oktober 1969 – 15 december 1972  | SPD, FDP                        | 6                    |                                                    |
| Brandt II    | 15 december 1972 – 16 mei 1974      | SPD, FDP                        | 7                    |                                                    |
| Schmidt I    | 16 mei 1974 – 14 december 1976      | SPD, FDP                        | 7                    |                                                    |
| Schmidt II   | 14 december 1976 – 6 november 1980  | SPD, FDP                        | 8                    |                                                    |
| Schmidt III  | 6 november 1980 – 4 oktober 1982    | SPD, FDP                        | 9                    | De FDP stapte op 17 september 1982 uit de regering |
| Kohl I       | 4 oktober 1982 – 30 maart 1983      | CDU, CSU, FDP                   | 9                    |                                                    |
| Kohl II      | 30 maart 1983 – 12 maart 1987       | CDU, CSU, FDP                   | 10                   |                                                    |
| Kohl III     | 12 maart 1987 – 18 januari 1991     | CDU, CSU, FDP                   | 11                   | Duitse hereniging op 3 oktober 1990                |
| Kohl IV      | 18 januari 1991 – 17 november 1994  | CDU, CSU, FDP                   | 12                   |                                                    |
| Kohl V       | 17 november 1994 – 26 oktober 1998  | CDU, CSU, FDP                   | 13                   |                                                    |
| Schröder I   | 26 oktober 1998 – 22 oktober 2002   | SPD, Bündnis 90/Die Grünen      | 14                   |                                                    |
| Schröder II  | 22 oktober 2002 – 22 november 2005  | SPD, Bündnis 90/Die Grünen      | 15                   | waarnemend vanaf 18 oktober 2005                   |
| Merkel I     | 22 november 2005 – 27 oktober 2009  | CDU, CSU, SPD                   | 16                   |                                                    |
| Merkel II    | 28 oktober 2009 – 17 december 2013  | CDU, CSU, FDP                   | 17                   |                                                    |
| Merkel III   | 17 december 2013 – 14 maart 2018    | CDU, CSU, SPD                   | 18                   |                                                    |
| Merkel IV    | 14 maart 2018 – 8 december 2021     | CDU, CSU, SPD                   | 19                   |                                                    |
| Scholz       | 8 december 2021 – 6 mei 2025        | SPD, Bündnis 90/Die Grünen, FDP | 20                   | De FDP stapte op 7 november 2024 uit de regering   |
| Merz         | 6 mei 2025 – heden                  | CDU, CSU, SPD                   | 21                   |                                                    |